# Tríplice Coroa Havaiana

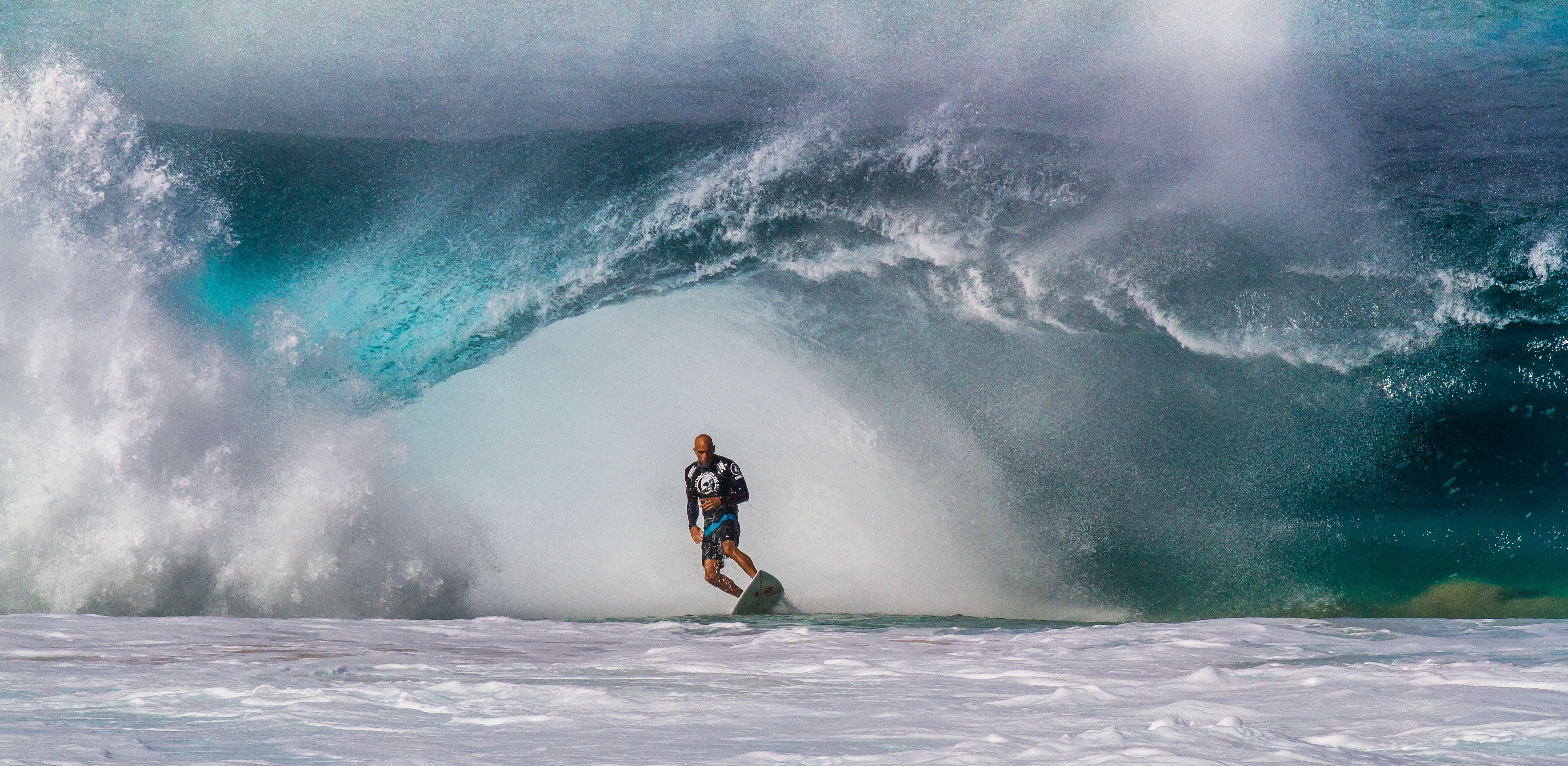
Kelly Slater, em uma das ondas mais perigosas do mundo, Banzai Pipiline, no Havaí, na costa norte de Oahu.

A Tríplice Coroa Havaiana é um conjunto de três campeonatos de surf realizados no mês de dezembro no Havaí, na ilha de Oahu. O primeiro campeonato é realizado em Haleiwa, o segundo em Sunset Beach e, por último em Pipeline.
O melhor nos três campeonatos leva o título da Tríplice Coroa Havaiana.
Em 2020 e 2021, devido à pandemia de COVID-19, o torneio foi inteiramente em formato digital. Entre Dezembro e Janeiro, os competidores elegíveis enviaram vídeos de suas duas melhores ondas em cada um dos três picos de surfe do evento. Os vencedores foram escolhidos de acordo com as melhores pontuações combinadas de cada pico. A escolha dos campeões ficou por conta de uma "votação dos fãs", promovida pela patrocinadora do evento.